# Церковь Троицы Живоначальной (Азов)
Храм Троицы Живоначальной — православный храм в городе Азове Ростовской области. Принадлежит к Азовскому городскому благочинию Ростовской-на-Дону епархии Русской православной церкви.

## История
В 1989 году азовчане обратились с просьбой к органам местного муниципалитета с целью создания православного храма в городе. Разрешение было получено только после того, как местные жители дошли до Московского патриархата. Для организации молитвенного дома местные власти передали приходу небольшое здание, которое затем было отремонтировано собственными силами прихожан. 18 августа 1989 года органами местного муниципалитета был выделен участок под строительство. 2 февраля 1990 года была построена малая церковь, и в том же году началась подготовка к строительству более крупного храма.
В 1991 в основание храма был заложен первый камень и строительство было начато, несмотря на то, что в 1995 строительство ещё не было закончено, начались богослужения. В 2000 году была сооружена колокольня, на которой установлены отлитые в Воронеже колокола. В 2001 году стены храма обложили кирпичом, участок при храме был благоустроен. Главные работы последовали в 2004 году, когда были проведены реконструкция и переоборудование храма, а также установлен резной пятиярусный иконостаc. В 2007 началась роспись внутренних стен храма. Окончательно работы по росписи на 2022 года не завершены.
Архитектурно храм представляет собой четверик, завершённый пятиглавием, с боковыми приделами, крыльцами и колокольней. Освещение интерьера частично осуществляется через большие арочные окна (витраж) в верхней части боковых стен четверика. Основное помещение храма находится ниже уровня поверхности земли.
В настоящее время при храме открыты: лицензированная воскресная школа, духовно-просветительский молодёжный центр, факультатив церковно-хорового пения.

## Духовенство
Настоятель: иерей Миронов Андрей Васильевич.
Клирики:
- Игнатченко Константин Анатольевич;
- Чеботарев Матфей Александрович;
- Медведев Вячеслав Владимирович.

## Святыни
- Список Азовской иконы Божией Матери
- Икона с частицей мощей прп. Амвросия Оптинского